# Rhicnogryllus ogarawarensis
Rhicnogryllus ogarawarensis är en insektsart som beskrevs av Tokuichi Shiraki 1930. Rhicnogryllus ogarawarensis ingår i släktet Rhicnogryllus och familjen syrsor. Inga underarter finns listade i Catalogue of Life.